# Eucalyptus perangusta
Eucalyptus perangusta är en myrtenväxtart som beskrevs av Murray Ian Hill Brooker. Eucalyptus perangusta ingår i släktet Eucalyptus och familjen myrtenväxter. Inga underarter finns listade i Catalogue of Life.